# 太陽 (映画)
『太陽』（たいよう、ロシア語原題: Солнце, 英題: The Sun）はアレクサンドル・ソクーロフ監督のロシア・イタリア・フランス・スイス合作映画。イッセー尾形主演。2005年にロシアで公開。日本公開は2006年。

## 概要
終戦直前・直後の数日間における昭和天皇の苦悩を、一人の人間としての昭和天皇のプライベートがコミカルさ、シリアスさ、そしてペーソスを交えて描写された本作は、ヒトラーを描いた『モレク神』、レーニンを描いた『牡牛座 レーニンの肖像』に続く、アレクサンドル・ソクーロフ監督の20世紀の指導者を描く4部作の3作目にあたる。
ロシアの映画だがセリフは全編日本語と英語である。映画評論家の樋口泰人は、真偽は不明ながら、この作品は俳優たちに左右逆で演技をさせて、鏡に映したその鏡の映像をカメラが撮影したと聞いたと語っている。
2005年ベルリン国際映画祭上映作品。同年第13回サンクトペテルブルク国際映画祭においてグランプリを獲得した。

## あらすじ
1945年の日本。第二次世界大戦の終戦直前。宮城地下に設けられた防空壕（御文庫）で、疎開した皇后や継宮はじめ親王たちと離れ、天皇は孤独に過ごしていた。ラジオからは日増しに激化する沖縄戦の様子が流れ、重苦しさが増す。御前会議では閣僚たちの終戦と戦争続行の意見の間で苦悩し、研究所では生物学の研究をしながらも国民が受けた屈辱を反芻する。眠りに着けば東京大空襲の悪夢がよみがえる。そして遂に戦争は敗戦となり、連合国占領軍総司令官マッカーサーと会談し、終戦にあたっての決意を告げる。そして疎開していた皇后が戻り、喜び合うもつかの間、「人間宣言」の録音を担当した若者が自殺したことを侍従長から聞かされ、天皇は驚き悲しむのだった。

## 配役
- 昭和天皇 - イッセー尾形
- ダグラス・マッカーサー - ロバート・ドーソン
- 藤田尚徳（侍従長） - 佐野史郎
- 香淳皇后 - 桃井かおり
- 老僕 - つじしんめい
- 研究所長 - 田村泰二郎
- マッカーサーの副官 - ゲオルギイ・ピツケラウリ
- 鈴木貫太郎（総理大臣） - 守田比呂也
- 米内光政（海軍大臣） - 西沢利明
- 阿南惟幾（陸軍大臣） - 六平直政
- 木戸幸一（内大臣） - 戸沢佑介
- 東郷茂徳（外務大臣） - 草薙幸二郎
- 梅津美治郎（陸軍大将、参謀総長） - 津野哲郎
- 豊田貞次郎（軍需大臣） - 阿部六郎
- 安倍源基（内務大臣） - 灰地順
- 平沼騏一郎（枢密院議長） - 伊藤幸純
- 迫水久常（書記官長） - 品川徹

### スタッフ
- 監督／撮影監督： アレクサンドル・ソクーロフ
- 脚本： ユーリ・アラボフ
- 美術監督： エレナ・ズーコワ
- デザイナー： ユーリ・クペール
- 衣装デザイナー： リディア・クルコワ
- 音楽： アンドレイ・シグレ
- サウンド・デザイナー： セルゲイ・モシュコフ
- 編集： セルゲイ・イワノフ
- プロデューサー： イゴール・カレノフ、アンドレイ・シグレ、マルコ・ミュラー
- 共同プロデューサー： アレクサンドル・ロドニアンスキー、アンドレイ・ツェルツァロフ、アントワーヌ・ド・クレモン＝トネール
- 提供： 南瓜屋
- 配給： スローラーナー
- ロシア・イタリア・フランス・スイス合作
- 35mm/カラー110分

## 作品の評価
皇室の描写がタブー視（菊タブー）されている日本での公開は難しいとされていたが、2006年8月、スローラーナーの配給により東京・銀座シネパトスと名古屋・シネマスコーレの2館で封切られた。立ち見が出るほどの活況だったという。その後は、大阪・福岡・札幌をはじめ全国各地で拡大公開され、2007年3月にはDVDも発売された。
受賞歴
- 2005年 第13回サンクトペテルブルク国際映画祭 グランプリ

関連出版
- 『映画『太陽』オフィシャルブック』太田出版、2006年8月。ISBN 4778310284